# Óscar Urbina Ortega

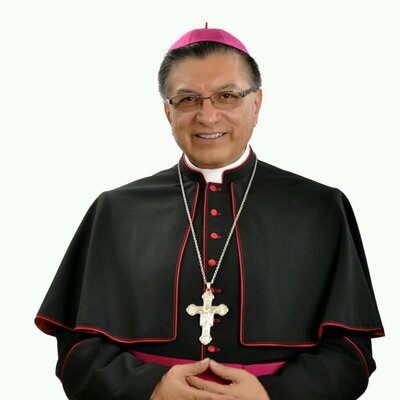
Óscar Urbina Ortega (2015)

Óscar Urbina Ortega (* 13. April 1947 in Arboledas, Norte de Santander) ist ein kolumbianischer Geistlicher und emeritierter römisch-katholischer Erzbischof von Villavicencio. Von 2017 bis 2020 war er Vorsitzender der Kolumbianischen Bischofskonferenz.

## Leben
Der Erzbischof von Bogotá und Militärvikar von Kolumbien, Aníbal Kardinal Muñoz Duque, spendete ihm am 30. November 1973 die Priesterweihe.
Papst Johannes Paul II. ernannte ihn am 21. Mai 1988 zum Titularbischof von Forconium und Weihbischof in Bogotá. Der Erzbischof von Bogotá, Pedro Rubiano Sáenz, spendete ihm am 13. April desselben Jahres die Bischofsweihe; Mitkonsekratoren waren Erzbischof Paolo Romeo, Apostolischer Nuntius in Kolumbien, und Tarcisio Pietro Evasio Bertone SDB, Sekretär der Kongregation für die Glaubenslehre.
Am 9. November 1999 wurde er zum Bischof von Cúcuta ernannt. Am 30. November 2007 wurde er zum Erzbischof von Villavicencio ernannt und am 25. Januar des nächsten Jahres in das Amt eingeführt.
Am 5. Juli 2017 wurde er zum Vorsitzenden der Kolumbianischen Bischofskonferenz gewählt. Im Juli 2021 folgte ihm der Erzbischof von Bogotá, Luis José Rueda Aparicio, in diesem Amt.
Papst Franziskus nahm am 23. April 2022 seinen altersbedingten Rücktritt an.